# 洛倫冰原島峰
83°36′S 53°52′W / 83.600°S 53.867°W
洛倫冰原島峰（英語：Loren Nunataks）是南極洲的冰原島峰，位於伊利沙伯女皇地，處於里瓦斯峰以東6公里，屬於彭薩科拉山脈中尼普頓山脈的一部分，美國地質調查局根據測量和該國海軍的空中照片繪入地圖，現時由南極條約體系管理。